# Dolichopeza byersiana
Dolichopeza byersiana är en tvåvingeart som beskrevs av Alexander 1964. Dolichopeza byersiana ingår i släktet Dolichopeza och familjen storharkrankar.
Artens utbredningsområde är Zimbabwe. Inga underarter finns listade i Catalogue of Life.